# Rézfényű fényseregély
A rézfényű fényseregély (Lamprotornis cupreocauda)  a madarak osztályának verébalakúak (Passeriformes) rendjébe és a seregélyfélék (Sturnidae) családjába tartozó faj.
A magyar név forrással nincs megerősítve.
Besorolása vitatott, az újabb kutatások a Hylopsar nembe helyezik Hylopsar cupreocauda néven.

## Előfordulása
Elefántcsontpart, Ghána, Guinea,  Libéria és Sierra Leone területén honos.

## Megjelenése
Testhossza 18-21 centiméter.